# Fundulus saguanus
Fundulus saguanus es una especie de pez de la familia de los fundúlidos en el orden de los ciprinodontiformes.

## Morfología
Los machos pueden llegar a 10 cm de longitud total.

## Distribución geográfica
Se encuentran en Florida (Estados Unidos) y Cuba.

## Cautividad
Son difíciles de mantener en cautividad.